# Supercupen i handboll
Supercupen i handboll (tyska: Supercup) var åren 1979–2015 en handbollsturnering för herrlandslag som tillhörde världseliten. Turneringen hade premiär 1979 och spelades i Tyskland (Västtyskland de tio första åren), vanligtvis i månadsskiftet oktober–november under ojämna årtal.

## Slutsegrare
| År   | Vinnare       | Andra plats   | Tredje plats  |
| ---- | ------------- | ------------- | ------------- |
| 1979 | Västtyskland  | Rumänien      | Sovjetunionen |
| 1981 | Sovjetunionen | Västtyskland  | Jugoslavien   |
| 1983 | Rumänien      | Sovjetunionen | Jugoslavien   |
| 1985 | Sovjetunionen | Östtyskland   | Västtyskland  |
| 1987 | Västtyskland  | Sovjetunionen | Östtyskland   |
| 1989 | Sovjetunionen | Östtyskland   | Rumänien      |
| 1991 | Spanien       | Sovjetunionen | Sverige       |
| 1993 | Sverige       | Tyskland      | Schweiz       |
| 1995 | Ryssland      | Tyskland      | Sverige       |
| 1998 | Tyskland      | Frankrike     | Ryssland      |
| 1999 | Ryssland      | Kroatien      | Sverige       |
| 2001 | Tyskland      | Ryssland      | Sverige       |
| 2003 | Spanien       | Tyskland      | Sverige       |
| 2005 | Sverige       | Frankrike     | Ryssland      |
| 2007 | Polen         | Sverige       | Tyskland      |
| 2009 | Tyskland      | Danmark       | Sverige       |
| 2011 | Spanien       | Sverige       | Danmark       |
| 2013 | Tyskland      | Polen         | Sverige       |
| 2015 | Tyskland      | Slovenien     | Brasilien     |

### Fotnoter
1. ↑  ”Spanien bereits Supercup-Gewinner - Deutschland verliert erneut” (på tyska). Märkische Oderzeitung. 5 november 2011. Arkiverad från originalet den 8 november 2013. https://web.archive.org/web/20131108220956/http://www.moz.de/artikel-ansicht/dg/0/1/989673. Läst 3 november 2013.
2. ↑  ”DHB-Team gewinnt Handball-Supercup” (på tyska). Kölner Stadt-Anzeiger. 3 november 2013. http://www.ksta.de/handball/sieg-gegen-polen-dhb-team-gewinnt-handball-supercup,15189332,24891216.html. Läst 3 november 2013.
3. ↑  ”Tyskland vann Super Cup”. Handbollskanalen. 8 november 2015. http://handbollskanalen.se/landslag-herrar/tyskland-vann-super-cup/. Läst 15 november 2013.